# Лапута
Лапу́та (англ. Laputa) — вымышленный остров, который Гулливер посетил в своём путешествии, описанном в третьей части «Путешествий Гулливера» Джонатана Свифта.
Представляет собой летающий остров в форме диска диаметром 4,5 мили на алмазном основании, перемещающийся с помощью огромного магнита. Является резиденцией правящего короля страны Бальнибарби, контролирующего свои владения с воздуха. Остров Лапута является также обиталищем учёных, достижения которых намного опередили Англию времён Гулливера.

## Летающий остров
Лапутяне являются преимущественно учёными — математики, астрономы, музыканты и техники, однако они презирают практическую реализацию своих теорий. Часть населения — слуги, которые обслуживают своих хозяев. Лапутяне-учёные настолько погружены в свои вычисления, что каждый из них имеет клайменола (англ. climenole) — слугу, который, постукивая по голове хозяина надутым бычьим пузырём с горохом, обращает его внимание на окружающий мир. Из-за пренебрежения практикой дома и костюмы лапутян сделаны очень плохо, ибо учёные-теоретики делают раскройки при помощи циркуля и квадранта. Однако астрономы Лапуты создали мощные телескопы и открыли два спутника Марса на орбитах, равных 3 и 5 диаметрам Марса с периодом обращения соответственно 10 и 21,5 часов. В действительности Фобос и Деймос находятся на расстоянии 1,4 и 3,5 диаметра Марса от центра планеты, а их периоды — 7,6 и 30,3 часа. Одежда лапутян покрыта астрологическими и музыкальными символами. В то же время лапутяне постоянно находятся в тревоге, что на Землю упадёт Луна или Солнце взорвётся и т. д. Жёны учёных презирают своих мужей, которые не обращают на них внимания, и стремятся большую часть времени проводить «внизу» — на континенте.
В романе приведены два объяснения названия острова Лапута: местные учёные считают, что «лап — старинное, вышедшее из употребления слово, означающее „высокий“, унту — „правитель“; отсюда, как утверждают учёные, произошло слово „Лапута“, искажённое „Лапунту“», Гулливер же предполагает, что «„Лапута“ есть не что иное, как лапаутед: лап означает игру солнечных лучей на поверхности моря, аутед — крыло». Как указано в примечании к роману, Свифт здесь иронизирует над произвольными измышлениями известных учёных того времени о происхождении отдельных слов.
Король Лапуты правит страной Бальнибарби, столицей которой является город Лагадо. Тираническая власть периодически приводила к восстаниям, которые подавлялись летающим островом: обитателям земли перекрывали солнечный свет и дождь, или остров опускался на мятежный город, уничтожая его. Только жители города Линдалино построили башни с мощными магнитами и едва не уничтожили Лапуту.
Современники усматривали в восстании Линдалино аллюзию на восстания ирландцев против Великобритании. Порядки на Лапуте пародировали Королевское общество и науку того времени.
По мнению комментаторов, название острова при прочтении по-испански означает «проститутка» (исп. la puta). Испанский язык был одним из тех, знанием которых мог похвалиться Гулливер (хотя, по его описанию, лапутский язык больше похож на итальянский). Из-за этого в испанском переводе название острова менялось на Lupata, Laput или Lapuda. Общество Лапуты, как и название, предполагает смысловой контраст с «Новой Атлантидой» Фрэнсиса Бэкона, утопическим обществом, где процветают экспериментальные науки, имеющие целью «расширение власти человека над природой, пока всё не станет для него возможным».

## В культуре
- Летающий остров фигурирует в аниме «Небесный замок Лапута», где описывается как скрытый от людей за вихревыми облаками, полный сокровищ и спящих роботов летающий остров с заповедником и огромным деревом в центре — некогда могущественная высокотехнологичная держава, державшая в страхе весь мир, но впоследствии по неизвестной причине покинутая людьми. В финале техногенная часть острова (в том числе орудия) разрушается и он в виде дерева и заповедника, обслуживаемого роботом, скрывается в небе.
- В фильме «Дело для начинающего палача» главный герой попадает в страну Бальнибарби и затем посещает Лапуту, где ожидает встретить короля.
- В фильме «Дом, который построил Свифт» над Дублином появляется небесное тело, по описаниям очень похожее на остров Лапута.
- Вероятно, летающий город Лапута и использование его возможностей в военных целях послужили источником вдохновения для создания «разрушителей городов» в кинофильме Р. Эммериха «День независимости».